# 閔考斯基時空
闵可夫斯基时空（英語：Minkowski spacetime）又称闵可夫斯基空间（Minkowski space），在数学物理学中是指由三维欧几里德空间与时间组成的四维流形，其中任意两个事件之间的时空间隔与所依照的惯性系无关。尽管由猶太裔德國數學家赫尔曼·闵可夫斯基一开始是为了电磁理论的麦克斯韦方程组而发展这一理论，但闵可夫斯基时空的结构却可以从狭义相对论的公设直接推出。
闵可夫斯基空间与阿尔伯特·爱因斯坦的狭义相对论紧密相关，并且是狭义相对论最为常用的数学表述结构。欧几里德空间的单个分量以及时间可能会因为长度收缩以及时间膨胀等效应而发生变化，在闵可夫斯基空间中，不同参考系中两个事件间的时空总距离则都是一致的。不过由于时间维度与三个空间维度的处理方式仍存在不同之处，闵可夫斯基空间与四维欧几里德空间仍是不同的。
在三维欧几里德空间（比如伽利略相对性原理中的空间）中，欧几里德群是其中的等距群（即可以保证正则欧几里德距离不变的映射）。它是由旋转、反射以及平移生成的。当将时间作为第四个维度考虑在内时，时间的平移以及伽利略递升就需要考虑在内。由上述提及的变换所构成的群称作伽利略群。所有的伽利略变换保证三维欧几里德距离不变。这个距离只是空间上的距离。时间则独立于空间，同时保持不变。在狭义相对论中，空间和时间则会互相影响。
闵可夫斯基空间对于时空的表述是借助不定非退化双线性形式完成的。这一形式在下文中会依据语境不同被叫作“闵可夫斯基度规”、“闵可夫斯基范数平方”或是“闵可夫斯基内积”闵可夫斯基内积是在两个事件的坐标差矢量作为自变量时对时空间隔定义的。在引入这种内积后，时空的数学模型就被叫作闵可夫斯基空间。对应于伽利略群，闵可夫斯基时空中保证时空间隔不变的变换群叫作“庞加莱群”。
总体而言，伽利略时空与闵可夫斯基时空在被看作流形时是完全相同的。他们之所以不同是因为定义于其上的结构是不同的。前者有的是欧几里德距离，独立于空间的时间以及由伽利略变换相互关联的惯性系，而后者有的是闵可夫斯基度规和由洛伦兹变换相互关联的惯性系。

## 历史

### 四维欧几里德时空
法國數學家亨利·庞加莱在1905年至1906年间发现当将时间作为一个虚坐标ict（其中c为光速，i是虚数单位）并与三个表示空间的实坐标共同组成四维时空时，洛伦兹变换就可以看作是这一时空中的坐标旋转。狭义相对论可以保证这个量：
{\displaystyle -t^{2}+x^{2}+y^{2}+z^{2}}
在两个惯性系间的坐标变换，也就是洛伦兹变换，前后保持不变。
注：此处及以下公式使用了几何单位制，即令c=1的单位制，所以在这种单位制下t和x,y,z量纲相同。
这里对于光速c依照庞加莱的做法做了归一处理。在由他提出的空间中，坐标空间是通过(t, x, y, z) ↦ (x, y, z, it)构造的。洛伦兹变换在坐标空间中作为普通的旋转变换保证
{\displaystyle x^{2}+y^{2}+z^{2}+t^{2}}
不变。后一种表述可以让前面的表述更为容易理解，但两式中t所表示的意义不同（前者表示的惯性系中测得的固有时间本身，后者表示的时间坐标）也可能会造成混淆。
无论是在坐标空间还是在实际的时空中，在由两个空间单位矢量确定的平面中的旋转就是通常意义上的旋转。不过当那个平面是由一个时间单位矢量以及一个空间单位矢量确定的时候，其中的“旋转”称作洛伦兹递升，与欧几里德旋转就不那么相似了。
赫尔曼·闵可夫斯基基于这一构想在四维空间中重新阐释了麦克斯韦方程组，并展示了其在洛伦兹变换前后的不变性。他又进一步在四维空间中重新表述了爱因斯坦的狭义相对论，由此总结出时间与空间应该做相同的处理，并提出了事件是在一个统一的四维时空连续统中发生的概念。

### 闵可夫斯基空间
1908年，在有关“空间与时间”的讲座中，闵可夫斯基又利用另一种方式来阐释这种四维时空。他将虚的时间坐标替换为实的时间坐标，并利用一个四维实矢量空间来表述时空的四个自变量(x, y, z, t)。这个空间中的点与时空中的事件一一对应。在这个时空中还有一个特别的光锥。空间中不在光锥上的点可以依据它们与光锥的关系划分为“类空”或“类时”。这与现今对时空的认知基本一致。不过那种将时间作为虚坐标的做法由于某些原因仍在狭义相对论以及量子场论有所应用。将时间作为实坐标的闵可夫斯基空间与将时间作为虚坐标的四维欧几里德空间之间的转换叫作威克转动。
在闵可夫斯基的论文中，下面定义的闵可夫斯基度规叫作“线元素”，涉及特定矢量正交性（他本人叫作“正规性”）的闵可夫斯基内积没有被命名，而闵可夫斯基范数平方则叫作“和”。
闵可夫斯基图是闵可夫斯基使用的一项重要的工具。他利用这一工具来定义概念并展示了洛伦兹变换的一些性质（比如固有时间和长度收缩），并提供了牛顿力学推广到相对论力学的几何解释。有关这些话题请参看相关条目。下面主要展示的主要是利用由时空流形上的时空间隔不变性得到的闵可夫斯基空间的数学结构（闵可夫斯基度规、由它推导出的量以及作为时空对称群的庞加莱群），不包括其具体应用以及时空间隔不变性的推导。这个数学结构提供了目前广义相对论以外所有相对论理论的背景。对于广义相对论，闵可夫斯基时空仍可作为局部平坦的弯曲时空的出发点。
闵可夫斯基本人对于他的这种重新阐释方法有着这样的评价：
我想要在从实验物理学土壤中勃发出的（理论）下埋置的时空观在那里拥有它自身的力量。它是激进的。自此，单是空间或是时间将隐没入阴影之中，只有它们的联合体才会维系着一个独立的现实。——赫尔曼·闵可夫斯基，1908－1909
更进一步的历史方面的信息，请参阅Galison (1979), Corry (1997) and Walter (1999)。

## 数学结构

本图展示了球面上的点x的切空间。这个矢量空间可以看作ℝ^{3}的子空间。其中的矢量则叫作“几何切矢量”。同理，平坦时空中任一点的切空间可以视为时空的子空间。

下文中，时空将被赋以对应某个惯性系的坐标系。这样就可以得到一个的原点。这个原点在把时空构造为矢量空间的过程中很重要。尽管从物理意义来说这样的一个正则原点（时空的“中心”事件）并不需要存在。人们可以构造具有更简单结构的时空，比如仿射空间，但这会添加不必要的讨论，并且不能反映平坦空间目前是如何从数学上处理的。
总体而言，闵可夫斯基空间是一个四维实矢量空间。时空中每个点的切空间上具有非退化对称双线性形式，这里称作“闵可夫斯基内积”，度规符号差为(+ − − −)或(− + + +)。每个事件的切空间是一个具有与时空相同维度的四维矢量空间。

### 切矢量
切空间在实际应用中可能并不会涉及。闵可夫斯基空间的切空间的性质可以让人们拥有利用闵可夫斯基空间本体里的矢量标示切空间中矢量的规范方法。例子请参见Lee (2003，Proposition 3.8.)。标识的过程通常是利用数学方法完成的。它们可以在直角坐标系中表示为：
{\displaystyle (x^{0},x^{1},x^{2},x^{3})\leftrightarrow x^{0}\mathbf {e} _{0}|_{p}+x^{1}\mathbf {e} _{1}|_{p}+x^{2}\mathbf {e} _{2}|_{p}+x^{3}\mathbf {e} _{3}|_{p}\leftrightarrow x^{0}\mathbf {e} _{0}|_{q}+x^{1}\mathbf {e} _{1}|_{q}+x^{2}\mathbf {e} _{2}|_{q}+x^{3}\mathbf {e} _{3}|_{q},}
其中切空间的基矢定义为：
{\displaystyle \mathbf {e} _{\mu }|_{p}=\left.{\frac {\partial }{\partial x^{\mu }}}\right|_{p}{\text{  或  }}\mathbf {e} _{0}|_{p}=\left({\begin{matrix}1\\0\\0\\0\end{matrix}}\right){\text{等}}.}
这里的p和q是任意的两个事件，后一种标示叫作平行移动。第一种标示是利用空间本体中的矢量来表示切空间中矢量的规范方法。切空间的基矢会出现一阶微分符号就是因为这种标示方式。这种标示方式得益于几何切矢量可以与一组平滑函数的方向导数一一对应。这使得流形中的切矢量的定义不必基于ℝn。这种定义切矢量方式并不是唯一的。通过普通的n元矢量也可以定义切矢量。
在直角坐标系（对应于惯性系），点p处的切矢量可以定义为4 × 1的列矢量v。它通过洛伦兹变换Λ依照v → Λv在惯性系间变换，与坐标xμ的变换方式相同。具体来说，就是：
{\displaystyle {\begin{aligned}x'^{\mu }&={\Lambda ^{\mu }}_{\nu }x^{\nu },\\v'^{\mu }&={\Lambda ^{\mu }}_{\nu }v^{\nu }.\end{aligned}}}
这种定义在标准同构下与上文给出的定义等价。
p点处的切矢量有时还会以p点处的“位移矢量”表示，与上面规范标示方法基本相通。上述基于数学背景介绍的矢量表示方法可以在Misner, Thorne & Wheeler (1970)找到它们物理的或是更为具体的几何背景。

### 標準基底
閔可夫斯基時空的一組常用標準基底是四個互相正交的向量的集合(e0, e1, e2, e3)
使得
{\displaystyle -\left(e_{0}\right)^{2}=(e_{1})^{2}=(e_{2})^{2}=(e_{3})^{2}=1}
這些條件可以更簡要地寫成如下形式：
{\displaystyle \langle e_{\mu },e_{\nu }\rangle =\eta _{\mu \nu }}
其中μ與ν涵蓋的數值有{0, 1, 2, 3}，矩陣η稱為閔可夫斯基度規，數值為
{\displaystyle \eta ={\begin{pmatrix}-1&0&0&0\\0&1&0&0\\0&0&1&0\\0&0&0&1\end{pmatrix}}}
相對於一組標準基底，一向量{\displaystyle V} 的分量可以寫作{\displaystyle (V^{0},V^{1},V^{2},V^{3})}，並且我們使用愛因斯坦標記來寫{\displaystyle V=V^{\mu }e_{\mu }\,}。分量{\displaystyle V^{0}}稱作{\displaystyle V} 的「類時分量」(timelike component)，而其他三個分量則稱作「類空分量」(spatial components)。
以分量來寫，兩個向量{\displaystyle V}與{\displaystyle W}間的內積可寫成
{\displaystyle \langle V,W\rangle =\eta _{\mu \nu }V^{\mu }W^{\nu }=-V^{0}W^{0}+V^{1}W^{1}+V^{2}W^{2}+V^{3}W^{3}}，
而一向量{\displaystyle V}的範數(norm)平方值為
{\displaystyle V^{2}=\eta _{\mu \nu }V^{\mu }V^{\nu }=-(V^{0})^{2}+(V^{1})^{2}+(V^{2})^{2}+(V^{3})^{2}\,}。

## 因果結構
四維矢量依據它們（閔可夫斯基）內積的正負號來區分。四維矢量{\displaystyle U}、{\displaystyle V}與{\displaystyle W}可分類如下：
- {\displaystyle V}是類時(timelike)，若且唯若{\displaystyle \eta _{\mu \nu }V^{\mu }V^{\nu }\,=V^{\mu }V_{\mu }<0}
- {\displaystyle U}是類空(spacelike)，若且唯若{\displaystyle \eta _{\mu \nu }U^{\mu }U^{\nu }\,=U^{\mu }U_{\mu }>0}
- {\displaystyle W}是零(null)或稱類光(lightlike)，若且唯若{\displaystyle \eta _{\mu \nu }W^{\mu }W^{\nu }\,=W^{\mu }W_{\mu }=0}

這樣的術語源自於相對論中對於閔可夫斯基時空的使用。閔可夫斯基時空中一事件所有零向量的集合構成了該事件的光錐(light cone)。注意到這些標記的使用與參考系無關。
向量場被稱作是類時、類空或零，是看場定義所在的各點，其所對應的向量是類時、類空或零。
關於零向量一個有用的結果：「若兩個零向量{\displaystyle A\,}、{\displaystyle B\,}正交（即：零內積值{\displaystyle A\cdot B=A^{\mu }B_{\mu }=0}），則它們必定是呈比例關係{\displaystyle A=kB\,}（{\displaystyle k\,}為常數）。」
一旦時間方向選定了，類時向量與零向量可以再分為各種類別。以類時向量(timelike vector)來說，我們有
1. 未來方向(future directed)類時向量，其第一個分量為正。
2. 過去方向(past directed)類時向量，其第一個分量為負。

以零向量(null vector)來說，可分為三種類別：
1. 純零向量(zero vector)，其在任何基底下，所有分量皆為(0,0,0,0)。
2. 未來方向零向量，其第一個分量為正，而其余分量为0。
3. 過去方向零向量，其第一個分量為負，而其余分量为0。

加上類空向量，全部共有六種類別。
閔可夫斯基時空中的正交歸一基底(orthonormal basis)必然包含一個類時與三個類空的單位向量。若希望以非正交歸一基底來做運算，則可有其他的向量組合。例如：可以輕鬆建構一種（非正交歸一）基底，整個是由零向量所組成，稱之為「零基底」(null basis)。

## 几何意义
闵可夫斯基空间是狭义相对论中的一个概念，它由一个时间维和三个空间维组成。在这个四维时空中，不同的惯性参考系之间的坐标变换可以通过洛伦兹变换来描述。闵可夫斯基空间的几何意义在于，它提供了一种度量时空间隔的方法，这种度量是通过闵可夫斯基度规来定义的。
在闵可夫斯基空间中，时空间隔（也称为线元）保持不变，即使在不同的惯性参考系中观察。这个不变性是狭义相对论中相对性原理和光速不变原理的数学表述。具体来说，如果在一个惯性参考系中，两个事件的时空间隔是{\displaystyle ds^{2}=-c^{2}dt^{2}+dx^{2}+dy^{2}+dz^{2}}，那么在另一个惯性参考系中，这个间隔{\displaystyle ds^{2}}也是相同的。这表明了时间和空间是相互联系的，不能单独考虑。
闵可夫斯基空间对我们理解四维或多维空间有重要意义，它不仅简化了对狭义相对论的理解，而且在物理学中引入了高维时空的概念，对物理学的发展产生了深远影响。在现代物理理论中，如弦论，闵可夫斯基空间的概念也被扩展到更高维的时空中。总的来说，闵可夫斯基空间是现代物理学中一个基础且强大的工具。

## 引注
1. ↑  Landau & Lifshitz 2002，第5頁
2. ↑  Lee 1997，第31頁
3. ↑  Schutz, John W.  illustrated. CRC Press. 1977: 184-185  [2017-07-23]. ISBN 978-0-582-31760-4. （原始内容存档于2020-09-05）. Extract of page 184 （页面存档备份，存于）
4. ↑  Poincaré 1905–1906，第129–176頁 Wikisource translation: On the Dynamics of the Electron
5. ↑  Minkowski 1907–1908，第53–111頁 *Wikisource translation: The Fundamental Equations for Electromagnetic Processes in Moving Bodies.
6. 1 2  Minkowski 1907–1909，第75–88頁 Various English translations on Wikisource: "Space and Time."
7. ↑  Lee 1997，第15頁
8. ↑  Lee 2003，chapter 3

## 參閲
- 歐幾里得空間
- 時空
- 光速
- 光錐
- 世界線
- 狭义相对论
- 勞侖茲流形
- 雙曲空間
- 雙曲四元數

## 外部連結
维基共享资源上的相關多媒體資源：閔考斯基時空

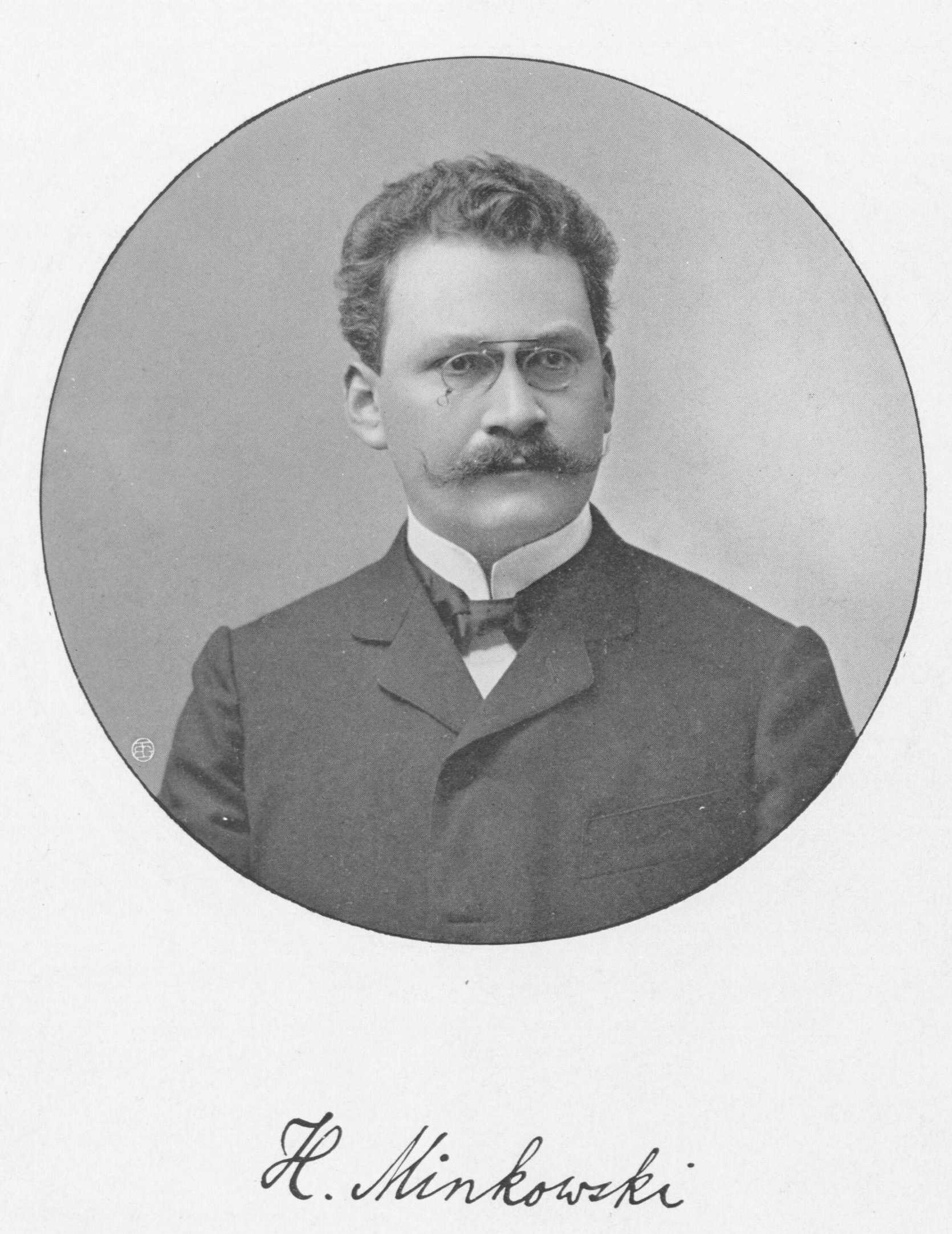
赫尔曼·闵可夫斯基（1864－1909）发现狭义相对论在利用闵可夫斯基时空这一四维空间时更容易理解。

- YouTube上的Animation clip visualizing Minkowski space in the context of special relativity.
- The Geometry of Special Relativity: The Minkowski Space - Time Light Cone